# Fritz Reiß (Marineoffizier)

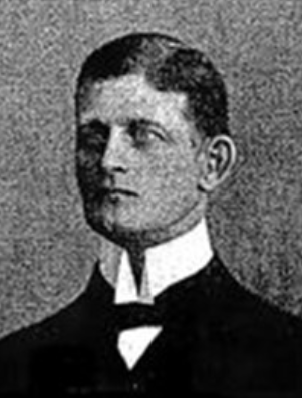
Fritz Reiß

Friedrich Maximilian Reiß (* 9. November 1873 in Sulzbach am Kocher; † 31. Mai 1916 im Skagerrak) war ein deutscher Kapitän zur See der Kaiserlichen Marine. Im Ersten Weltkrieg war er Kriegsschiffkommandant und in dieser Position an bedeutenden Seeschlachten, u. a. der Skagerrakschlacht, beteiligt.

## Leben

### Herkunft und Familie
Reiß war ein Sohn des badischen Landtagsabgeordneten Ferdinand Reiß (1832–1905) und dessen Ehefrau Pauline Sabine, geb. Freiin Seutter von Lötzen (1844–1906). Sein Großvater väterlicherseits war Jacques Reiß, Vorsitzender der Israelitischen Gemeinde in Frankfurt am Main, der aber 1850 zur evangelischen Konfession konvertierte. Ein Onkel war der Frankfurter Arzt Fritz Stiebel. Reiß hatte fünf Brüder und vier Schwestern, darunter Emil Reiß, einen Soldaten der deutschen Schutztruppe, der beim Aufstand der Herero umkam, den Kriminologen Archibald Reiss und die Schwester Franziska Emma, welche den Juristen und Richter Karl Emil von Babo heiratete.

### Karriere
Reiß trat am 10. April 1891 in die Kaiserliche Marine ein. Am 20. September 1894 wurde er zum Unter-Lieutenant zur See befördert. Er diente 1895 in der II. Matrosen-Division. Am 12. April 1897 wurde er zum Lieutenant zur See befördert und diente 1899 auf der Brandenburg unter Kapitän zur See Erich von Dresky. 1902 war er Flaggleutnant des II. Geschwaders. Am 6. März 1903 erfolgte seine Beförderung zum Kapitänleutnant. 1904 diente er als Navigationsoffizier auf der Odin. In den nachfolgenden Jahren diente er als Lehrer an der Marine- und der Artillerieschule. Nach Beförderung zum Korvettenkapitän am 10. November 1908 wurde er als Navigationsoffizier auf der Wittelsbach eingesetzt. Schon 1910 wurde er als Erster Offizier der Wittelsbach unter Kapitän zur See Alfred Begas verwendet.
Von 1911 bis 1913 wurde er in der Militärischen Abteilung des Reichsmarineamt in Berlin eingesetzt. Am 27. Januar 1914 wurde er zum Fregattenkapitän befördert. Er war bis dahin Träger des Ritterkreuz vom Orden vom Zähringer Löwen 2. Klasse, das Offizierskreuz des Militärverdienstorden IV. Klasse, der Rote-Adlerorden IV. Klasse und des Osmanié-Orden IV. Klasse.
Nach Ausbruch des Ersten Weltkrieges diente Reiß ab April 1914 noch bis Mai 1915 als Kommandant der Danzig. In dieser Position konnte er zwar nicht direkt an dem Seegefecht bei Helgoland teilnehmen, konnte aber 170 Besatzungsmitglieder, darunter Kapitän zur See Hans Seebohm, der gesunkenen Ariadne retten. Nachfolgend wurde er Kommandant der Wiesbaden, wo er am 24. April 1916 zum Kapitän zur See befördert wurde. Reiß nahm am 31. Mai 1916  mit der Wiesbaden und dessen Besatzung an der Skagerrakschlacht teil. Sein Schiff wurde schon am Beginn der Schlacht durch einen Volltreffer in den Maschinenraum manövrierunfähig geschossen. Im weiteren Verlauf der Schlacht wurde das Schiff weiter beschossen und erhielt noch einen Torpedotreffer ins Heck. Reiß starb noch während der Schlacht. Insgesamt überlebte nur ein Besatzungsmitglied die Schlacht, nämlich der Oberheizer Hugo Zenne.